# Роинишвили, Владимир Николаевич
Владимир Николаевич Ройнишвили (1932-2016) — грузинский и российский физик, лауреат Ленинской премии (1970).

## Биография
Родился 7 января 1932 года в Тбилиси, сын Николая Миновича Ройнишвили — доктора технических наук, учёного в области железнодорожного транспорта.
В 1957 году окончил физфак Тбилисского государственного университета (куда поступил после третьего курса консерватории).
Работал в Институте физики АН Грузинской ССР: младший научный сотрудник (1957—1962), старший инженер (1962—1966), старший научный сотрудник (1966—1969), заведующий лабораторией физики высоких энергий (1969—1994), с 1994 года советник научно-технического совета.
В 1964 г. защитил кандидатскую диссертацию на тему «Характеристики и механизм работы трековой искровой камеры с изотропными свойствами».
1969-1970 – в Европейском центре ядерных исследований (Женева, Швейцария). В 1970 году прикомандирован к Институту физики высоких энергий (ИФВЭ), жил и работал в Протвино.
В 1976 г. защитил докторскую диссертацию на тему «Исследование инклюзивных мезон-нуклонных процессов и мезонные состояния в реакции П-+р--р+П-+П-+П+ при серпуховских энергиях».
В 1997 году перешёл на работу в ОИЯИ. Его деятельность с этого времени была связана с физической программой эксперимента CMS в ЦЕРН, в котором он руководил группой физиков от Республики Грузия.
Умер 7 марта 2016 года.
Автор (соавтор) 120 научных статей и одного изобретения.
Публикации:
- Обработка экспериментальных данных по диссоциации пи-мезонов в мю+мю-пи- систему на ядрах на установке «Сигма» / В. А. Беззубов, О. В. Ерошин, В. Г. Карташева, В. Н. Ройнишвили. — Серпухов : ИФВЭ, 1988. — 12,[1] с. : ил.; 21 см. — (Препр. Ин-т физики высок. энергий; ИФВЭ ОНФ 88-51).
- A method for CP-asymmetries measurements in Bd→π⁺π‾ decay / V. N. Roinishvili. — Protvino : State research center of Russia, Inst. for high energy physics, 2003. — 11 с. : ил.; 28 см. — (Препринт / State research center of Russia, Inst. for high energy physics; IHEP 2003-29).; ISBN (В обл.)

Ленинская премия 1970 года (в составе коллектива) — за работу «Трековые искровые камеры».
Жена — Екатерина Юрьевна Львова (18.03.1934 – 15.07.2018), внучатая племянница князя Г. Е. Львова - депутата 1-й Государственной думы, в 1917 году председателя первых двух кабинетов Временного правительства.